# Плашево
Пла́шево (бел. Пла́шава) — деревня в составе Демидовичского сельсовета Дзержинского района Минской области Беларуси. Деревня расположена в 30 километрах от Дзержинска, 40 километрах от Минска и 18 километрах от железнодорожной станции Фаниполь.

## История

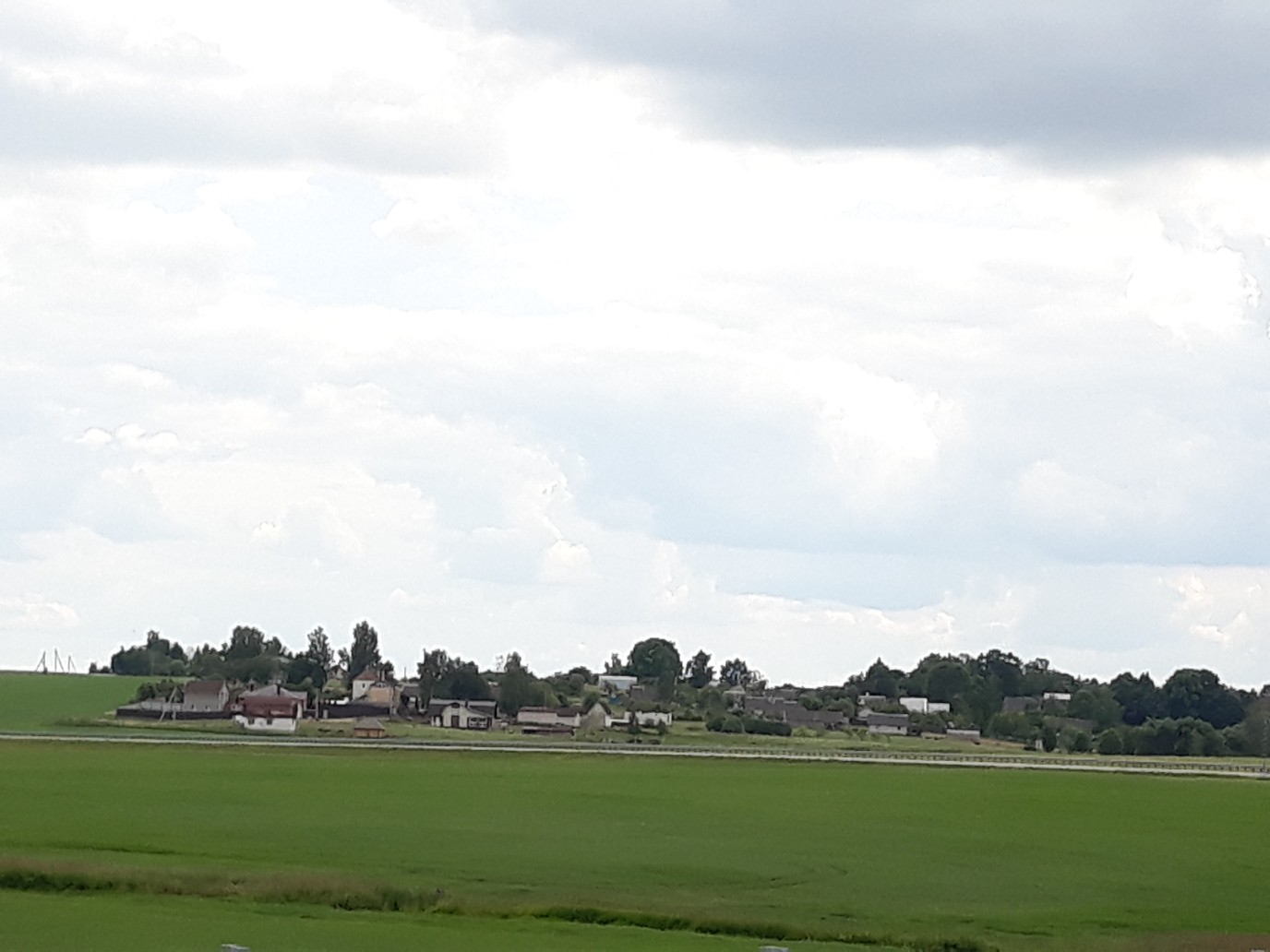
Вид на деревню Плашево

Известна с середины XIX века как деревня в составе Минского уезда Минской губернии. По состоянию на 1858 год деревни Большое Плашево и Малое Плашево находились в составе имения Плашево, владельцем которого был помещик И. Володкович. Во второй половине XIX — начале XX века в составе Старосельской волости того же уезда и губернии. В 1897 году, по данным переписи существовали застенки Большое Плашево (13 дворов, 128 жителей), Малое Плашево (5 дворов, 52 жителя), три усадьбы Плашево (3 двора, 19 жителей), пять усадьб Плашево (она же Стефаново, 6 дворов, 47 жителей). В 1917 году в деревне Большое Плашево проживали 92 жителя, насчитывалось 15 дворов, в деревне Малое Плашево было 7 дворов, 45 жителей, в Среднем Плашево — 7 дворов, 36 жителей, на трёх одноимённых хуторах насчитывался 21 двор и 135 жителей.
С 9 марта 1918 года в составе провозглашённой Белорусской Народной Республики, однако фактически находилась под контролем германской военной администрации. С 1 января 1919 года в составе Советской Социалистической Республики Белоруссия, а с 27 февраля того же года в составе Литовско-Белорусской ССР, летом 1919 года деревня была занята польскими войсками, после подписания рижского мира — в составе Белорусской ССР.
С 20 августа 1924 года деревня в составе 2-го Нарейковского сельсовета (с 18 декабря 1925 года — Нарейковский, с 25 июня 1931 года — польского национального сельсовета) Койдановского района Минского округа, с 23 марта 1932 года в составе Сталинского сельсовета (до 14 мая 1936 года — польском национальном с/с), с 29 июня 1932 года Койдановский район стал именоваться Дзержинским. 31 июля 1937 года Дзержинский польский национальный район был упразднён, территория сельсовета передана в состав Заславского района. С 20 февраля 1938 года деревня в составе Минской области, с 4 февраля 1939 года в составе восстановленного Дзержинского района. В 1924 году в деревне Малое Плашево была открыта начальная школа (в 1925 году — 43 учащихся). В 1926 году, по данным первой всесоюзной переписи в Большом Плашево было 17 дворов, проживал 71 житель, в Малом Плашево — 11 дворов, 53 жителя, в Среднем Плашево — 8 дворов, 36 жителей, на хуторах насчитывалось 23 двора, 121 житель. В 1930-е годы в ходе коллективизации был организован колхоз.
В годы Великой Отечественной войны была оккупирована немецко-фашистскими захватчиками с 28 июня 1941 по 6 июля 1944 года, на фронтах войны погибли 9 сельчан. С 8 апреля 1957 года находится в составе Демидовичского сельсовета. В 1960 году в деревне Плашево проживали 126 жителей, входила в состав совхоза им. Фрунзе. В 1991 году насчитывается 60 хозяйств, 210 жителей. По состоянию на 2009 год в составе УП «Фрунзе», ранее работали начальная школа, клуб, библиотека, в настоящее время действует лишь продуктовый магазин.

## Население
| Численность населения (по годам) | Численность населения (по годам) | Численность населения (по годам) | Численность населения (по годам) | Численность населения (по годам) | Численность населения (по годам) | Численность населения (по годам) | Численность населения (по годам) |
| 1897                             | 1909                             | 1917                             | 1926                             | 1960                             | 1991                             | 1999                             | 2004                             |
| -------------------------------- | -------------------------------- | -------------------------------- | -------------------------------- | -------------------------------- | -------------------------------- | -------------------------------- | -------------------------------- |
| 246                              | ↘147                             | ↗308                             | ↘281                             | ↘126                             | ↗210                             | ↘196                             | ↘161                             |
| 2009                             | 2017                             | 2018                             | 2020                             | 2022                             |                                  |                                  |                                  |
| ↗172                             | ↘147                             | ↘142                             | ↘133                             | ↗135                             |                                  |                                  |                                  |

## Улицы
В настоящее время (на начало 2020 года) в деревне Плашево насчитывается две улицы: Центральная (бел. Цэнтральная вуліца) и Шоссейная (бел. Шасэйная вуліца).